# La Vie devant soi (pièce de théâtre)
Pour les articles homonymes, voir La Vie devant soi (homonymie).
La Vie devant soi est une pièce de théâtre française de 2007, mise en scène par Didier Long, adaptée par Xavier Jaillard et adaptée du roman La Vie devant soi écrit par Romain Gary sous le pseudonyme d'Émile Ajar.

## Argument
L'histoire de Madame Rosa, ancienne prostituée et vieille habitante de Belleville, et de ses protégés, des enfants, dans un milieu difficile où se côtoient arabes, noirs et juifs.

## Fiche technique
- Titre : La Vie devant soi
- Réalisation : Didier Long
- Adaptation : Xavier Jaillard d’après le roman éponyme d’Émile Ajar (Romain Gary)
- Assistante mise en scène : Anne Rotenberg
- Décor : Jean-Michel Adam
- Costumes : Jean-Daniel Vuillermoz
- Lumières : Gaëlle de Malglaive
- Musique : François Peyrony
- Distributeurs d'origine : France 2 Productions
- Pays d'origine : France
- Genre : Comédie dramatique
- Durée : 120 min
- Date de sortie : 2007
- Production: VIP Thea François de Carsalade du Pont - théâtre Marigny

## Prix et distinctions
- En 2008, après 5 nominations au Molières ce qui fut une première dans l'histoire de ce prix, cette pièce a obtenu 3 Molières :

le Moliere de la Meilleure Production Théâtrale pour François de Carsalade du Pont,
le Moliere de la Meilleure Comédienne pour Myriam Boyer,
le Moliere de la Meilleure Adaptation Théâtrale pour Xavier Jaillard. 
- En 2009 cette pièce a obtenu un Globe de Cristal :

le Globe de Cristal de la Meilleure Production Théâtrale pour François de Carsalade du Pont.

## Distribution
- Myriam Boyer : Madame Rosa
- Aymen Saïdi : Momo
- Magid Bouali :  Kadir Youssef
- Xavier Jaillard : Dr. Katz